# Euphrasia ussuriensis
Euphrasia ussuriensis är en snyltrotsväxtart som beskrevs av Juzepczuk. Euphrasia ussuriensis ingår i släktet ögontröster, och familjen snyltrotsväxter. Inga underarter finns listade i Catalogue of Life.